# 3 Batalion Lekkiej Piechoty
3 Batalion Lekkiej Piechoty – oddział piechoty wojska Wielkiego Księstwa Litewskiego wojska I Rzeczypospolitej.

## Formowanie i zmiany organizacyjne
Reformy Sejmu Wielkiego zwiększyły stany polskiej piechoty.  Wiosną 1792 roku rozpoczęto organizację kilku batalionów lekkiej piechoty. Każdy z nich miał liczyć cztery kompanie. Kadra oficerską stanowili oficerowie Korony i Litwy. Przed rozwiązaniem batalion liczył etatowo 644 żołnierzy, a faktycznie 478.
Po kilku miesiącach bataliony zostały rozwiązane przez konfederację targowicką, a szeregowych żołnierzy wcielono do jej formacji. Oficerów dymisjonowano w styczniu 1793 roku.

## Żołnierze regimentu
W batalionie służyło osiemnastu oficerów: jeden podpułkownik, czterech kapitanów z kompaniami, jeden kapitan sztabowy, jeden kapitan regimentskwatermistrz i audytor w jednej osobie, jeden adiutant, czterech poruczników, trzech podporuczników i trzech chorążych.
Podpułkownik i komendant
- Michał Trębicki

Kapitanowie
- Józef Chalembek
- Franciszek Korzeniowski
- Antoni Sierakowski
- Marcin Kotowicz